# Malcolm Duncan (attore)
Malcolm Duncan (Brooklyn, 19 settembre 1881 – Long Island, 2 maggio 1942) è stato un attore teatrale statunitense che ebbe anche una breve carriera cinematografica tra il 1915 e il 1929.

## Biografia
Nato a New York nel 1881, diventò attore cominciando a lavorare per il teatro; il suo nome, dal 1900 al 1935, compare nel cartellone degli spettacoli di Broadway. 
Lavorò anche per il cinema, in cinque film, tutti muti degli anni dieci tranne l'ultimo, Faint Heart, l'unico sonoro, che fu girato con il sistema Vitaphone.

## Spettacoli teatrali
- King Henry V (Broadway, 3 ottobre 1900)
- The Triumph of Love (Broadway, 8 febbraio 1904)
- Rip Van Winkle (Broadway, 9 settembre 1906)
- Lincoln (Broadway, 26 marzo 1906)
- The Movers (Broadway, 3 settembre 1907)
- Our World (Broadway, 6 febbraio 1911)
- Mrs. Bumpstead-Leigh (Broadway, 3 aprile 1911)
- The Talker (Broadway, 8 gennaio 1912)
- Discovering America (Broadway, 7 settembre 1912)
- The Fight (Broadway, 2 settembre 1913)
- What Happened at 22 (Broadway, 21 agosto 1914)
- Just Herself (Broadway, 23 dicembre 1914)
- The Pawn (Broadway, 8 settembre 1917)
- Yes or No (Broadway, 21 dicembre 1917)
- Information Please (Broadway, 2 ottobre 1918)
- The Long Dash (Broadway, 5 novembre 1918)
- Nighty-Night (Broadway, 9 settembre 1919)
- Your Woman and Mine (Broadway, 27 febbraio 1922)
- Whispering Wires (Broadway, 7 agosto 1922)
- Out of Step (Broadway, 29 gennaio 1925)
- The Backslapper (Broadway, 11 aprile 1925)
- All Dressed Up (Broadway, 9 settembre 1925)
- Young Blood (Broadway, 24 novembre 1925)
- Glory Hallelujah (Broadway, 6 aprile 1926)
- Buy, Buy, Baby (Broadway, 7 ottobre 1926)
- Spread Eagle (Broadway, 4 aprile 1927)
- This Thing Called Love (Broadway, 17 settembre 1928)
- Cross Roads (Broadway, 11 novembre 1929)
- Many a Slip (Broadway, 3 febbraio 1930)
- Five Star Final (Broadway, 30 dicembre 1930)
- When the Bough Breaks (Broadway, 16 febbraio 1932)
- Dinner at Eight (Broadway, 22 ottobre 1932)
- Uncle Tom's Cabin di G. L. Aiken (Broadway, 29 maggio 1933)
- Merrily We Roll Along (Broadway, 29 settembre 1934)
- A Slight Case of Murder (Broadway, 11 settembre 1935)

## Filmografia
La filmografia è completa. Quando manca il nome del regista, questo non viene riportato nei titoli
- The Spendthrift, regia di Walter Edwin (1915)
- The Money Master, regia di George Fitzmaurice (1915)
- Wild Oats, regia di Campbell Gullan (1916)
- The Scarlet Road (1916)
- Faint Heart, regia di Murray Roth (1929)